# Paul Kratz (Gewerkschafter)
Paul Kratz (* 13. März 1921 in Eschweiler; † 4. Juni 1994 in Viersen) war ein deutscher Gewerkschafter und Politiker (SPD). Er war von 1972 bis 1980 Mitglied des Deutschen Bundestages.

## Leben
Kratz wurde als Sohn einer Arbeiterfamilie geboren. Nach dem Besuch der Volksschule absolvierte er von 1935 bis 1939 eine Ausbildung zum Stahlbauschlosser und arbeitete anschließend in diesem Beruf. Von 1941 bis 1945 nahm er als Soldat bei der Kriegsmarine am Zweiten Weltkrieg teil. Zuletzt geriet er in französische Gefangenschaft, aus der er 1946 entlassen wurde.
Kratz arbeitete von 1948 bis 1950 als Walzwerker und wurde anschließend bis 1954 als Straßenbahnschaffner in Aachen beschäftigt. 1954/55 bildete er sich an der Akademie der Arbeit fort. Er engagierte sich seit 1955 in der Gewerkschaft, war von 1957 bis 1963 Geschäftsführer bei der ÖTV und wurde im Anschluss Bevollmächtigter bei der IG Metall in Viersen.
Kratz trat 1952 in die SPD ein. Er war von 1954 bis 1973 Ratsmitglied der Stadt Viersen und wurde 1970 in den Kreistag des Kreises Kempen-Krefeld gewählt.
Dem Deutschen Bundestag gehörte Kratz von 1972 bis 1980 an. Er war in beiden Wahlperioden über die Landesliste der SPD Nordrhein-Westfalen ins Parlament eingezogen. Im Bundestag war er von 1972 bis Dezember 1974 Mitglied des Ausschusses für Jugend, Familie und Gesundheit und von 1976 bis 1980 Mitglied des Ausschusses für Arbeit und Sozialordnung.